# Alexandra Park
Alexandra Park, född 14 maj 1989 i Sydney, är en australisk skådespelare.
Park har bland annat medverkat i TV-serien Elefantprinsessan. Hon har även bland annat medverkat i filmen Carnifex.

## Filmografi (i urval)
- 2011 – Elefantprinsessan (TV-serie)
- 2022 – Carnifex